# Gladiolus floribundus
Gladiolus floribundus es una especie de gladiolo que se encuentra en Sudáfrica.   

## Descripción
Gladiolus decoratus es una planta herbácea perennifolia, geofita  que alcanza un tamaño de 0.3 - 0.6 m de altura. Se encuentra a una altitud de  5 - 1200 metros en Sudáfrica.
Crece en suelos de arcilla, pisos de arena o piedra caliza seca en pendientes y má en una amplia área de la precipitación de invierno de la Provincia del Cabo. Tiene flores de color blanco a crema o rosadas con una raya mediana oscura en todos los tépalos y florace en primavera.

## Taxonomía
Gladiolus floribundus fue descrita por  Nikolaus Joseph von Jacquin y publicado en Collectanea 4: 162. 1790.
Etimología
Gladiolus: nombre genérico que se atribuye a Plinio y hace referencia, por un lado, a la forma de las hojas de estas plantas, similares a la espada romana denominada "gladius". Por otro lado, también se refiere al hecho de que en la época de los romanos la flor del gladiolo se entregaba a los gladiadores que triunfaban en la batalla; por eso, la flor es el símbolo de la victoria.
floribundus: epíteto latíno que significa "profusamente florecida".
Sinonimia
- Acidanthera forsythiana Baker
- Acidanthera graminifolia Baker
- Acidanthera pauciflora (Baker) Benth. ex Baker
- Antholyza spicata Mill.
- Gladiolus bowkeri G.J.Lewis
- Gladiolus floribundus subsp. floribundus
- Gladiolus graminifolius (Baker) G.J.Lewis
- Gladiolus striatus Andrews
- Gladiolus undulatus Schneev.
- Gladiolus vittatus Zuccagni
- Montbretia pauciflora Baker
- Tritonia pauciflora (Baker) Klatt[7][8]